# Birch Bayh

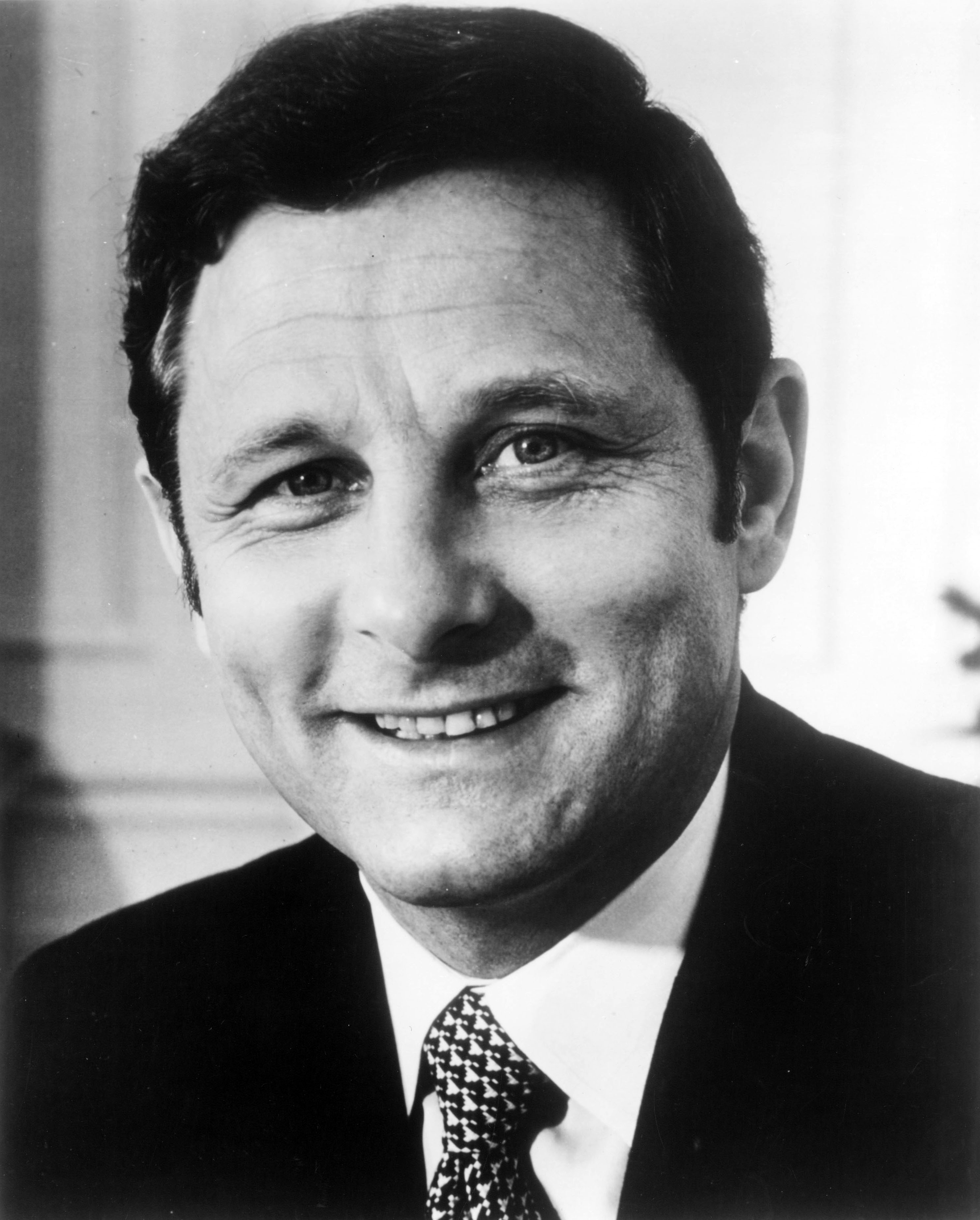
Birch Bayh

Birch Evans Bayh II, född 22 januari 1928 i Terre Haute, Indiana, död 14 mars 2019 i Easton, Maryland, var en amerikansk demokratisk politiker. Han representerade delstaten Indiana i USA:s senat 1963-1981. Bayhs son Evan Bayh är senator för Indiana sedan 1999.
Bayh tjänstgjorde i USA:s armé 1946-1948. Han studerade vid Purdue University och Indiana State University. Han avlade sedan 1960 juristexamen vid Indiana University School of Law. Han inledde 1961 sin karriär som advokat i Terre Haute.
Bayh utmanade sittande senatorn Homer E. Capehart i senatsvalet 1962 och vann. Han omvaldes 1968 och 1974.
Bayh deltog i demokraternas primärval inför presidentvalet i USA 1976. Han var trea i New Hampshire efter Jimmy Carter och Mo Udall. Han hoppade av efter en sjundeplats i Massachusetts.
Republikanen Dan Quayle besegrade Bayh i senatsvalet 1980. Efter sin tid i senaten återgick Bayh till arbetet som advokat.